# Absoluut oneindige
Het absoluut oneindige was een idee van de wiskundige Georg Cantor van een oneindigheid die de oneindige getallen overstijgt, zelfs die van de transfiniete getallen. Cantor stelde het absoluut oneindige gelijk met god en kende het absoluut oneindige diverse mathematische eigenschappen toe, bijvoorbeeld dat iedere eigenschap van het absoluut oneindige ook in een of ander kleiner voorwerp kan worden teruggevonden. 